# Chondropetalum hookerianum
Chondropetalum hookerianum là một loài thực vật có hoa trong họ Restionaceae. Loài này được (Mast.) Pillans mô tả khoa học đầu tiên năm 1928.